# Bumiharjo (Guntur)
Bumiharjo is een bestuurslaag in het regentschap Demak van de provincie Midden-Java, Indonesië. Bumiharjo telt 2799 inwoners (volkstelling 2010).